# 木村正路
木村 正路（きむら まさみち、1883年11月8日 - 1962年10月13日）は、日本の物理学者。京都帝国大学理学部名誉教授。日本物理学会名誉会員。帝国学士院元会員。学術研究会議元会員・海軍航空廠嘱。日本学術振興会元委員。元理化学研究所主任研究員。長岡半太郎・高嶺俊夫と共に、初期の分光学の権威の一人。位階は従三位、勲等は勲二等。
専門は、物理光学・分光学、輻射学・放射学・スペクトル。

## 略歴
1883年兵庫県神戸生まれ。1907年京都帝国大学理工科大学物理学科を卒業。同大学講師となり、1909年助教授。1915年米ジョンズ・ホプキンズ大学(JHU)留学（ロバート・ウィリアム・ウッドに師事）し、物理光学・分光学の研究に従事、1917年帰国し、京都帝国大学理科大学教授となり、1918年理学博士（京都帝国大学）。1924年理化学研究所主任研究員となり、京都帝国大学理学部内に木村研究室（門下生には荒勝文策・内田洋一・副島吉雄らがいる）を開設。1943年京都帝国大学名誉教授、定年退官。退官後は、帝国学士院会員となり、立命館大学理事なども務めた。1962年10月13日、寝台特急「銀河」の寝台において狭心症のため逝去。
主な所属学会は、日本物理学会、日本赤外線学会など。主な著書は、分光学（単著、岩波書店1933、学術書）。

## 主な研究
- 物質に対する光の作用[11]
- 輻射学・放射学の物理学の研究
- 燃焼潤滑に関する分光学的研究 - 海軍航空廠委託研究[12]
- スペクトルに関する研究
- 分光学・相対性理論と統一場理論について

## 栄典
- 1921年（大正10年）8月10日 - 正五位[13]
- 1922年（大正11年）10月27日 - 勲四等瑞宝章[14]
- 1926年（大正15年）9月15日 - 従四位[15]
- 1931年（昭和6年）10月15日 - 正四位[16]
- 1933年（昭和8年）12月13日 - 勲二等瑞宝章[17]
- 1936年（昭和11年）11月16日 - 従三位[18]